# 平成ラヂオバラエティごぜん様さま
平成ラヂオバラエティごぜん様さま（へいせいラヂオバラエティごぜんさまさま）は、2003年3月31日から、中国放送（RCC）で毎週月曜日～金曜日の午前中に放送されている、広島県ローカルのラジオのワイド番組。略称は「ごぜん様さま」もしくは「ごぜん様」。

## 概要
2003年春にRCCラジオが行った平日朝～午後のワイド番組大改編の一環として『寺内優のおはようラジオ』『本名正憲のきょうもゴゴイチ』と共に開始。2003年3月まで放送されていた月曜から木曜の午前ワイド『三度のメシより上野隆紘』（9:00 - 10:55）及び『究極のオバンざい世良洋子アワー』（11:30 - 12:45）と両番組の枠を使って金曜日に放送していた『フライデースクープ! 西田篤史のラジきんぎょ』（9:00 - 15:40）を含む9時〜12時台の番組を統合・改編する形でスタートした。開始当初は12:25までの約3時間半の番組で、途中東京制作の箱番組も内包されていたが現在は無くなり、主にRCCの局アナやタレントで構成されたパーソナリティによるフリートークと企画コーナーが番組のメインとなっている。放送はラジオ第2スタジオからの生放送。
放送開始時の出演者構成は月曜日～木曜日がベテラン（上野・世良）に若手（横山雄二・桑原しおり）の構成、金曜日は上記の改編で終了した平日午後のワイド番組『なんでもジョッキー』（1975年放送開始）でかつて人気だった上野・世良のコンビであった（通称「スペ金」）。
2005年4月に月曜日・水曜日の出演者が同時間帯に編成されるテレビの生番組『なんナン!?』（この番組では横山とMCを担当）へ異動する事となり、一時卒業となった桑原から吉田千尋に交代した。
2007年4月、上野隆紘・世良洋子コンビは水曜日に移動し「スペ金」から「はな水」となる。これにともない月・火曜日は上野隆紘と吉田千尋、木・金曜日は世良洋子・横山雄二コンビと変更となる。
2010年3月、吉田千尋がRCCを退職すると発表し、同年3月30日に卒業。同年4月からは吉田に変わり、元ラジオカーレポーターの勝さやかが上野のパートナーに起用された。
2012年3月、開始当初から出演していた上野が降板を発表、同時に勝も産休に入るため降板を発表し、同年3月27日に勝が、28日に上野がそれぞれ卒業。4月から木・金曜担当の横山がメインとなり、火曜〜金曜日を担当。月曜日は元広島東洋カープ選手でRCC野球解説者でもある安仁屋宗八が加わり、そのパートナーとして既にRCCを退職してフリーとなり、それまで平日昼のワイド番組を担当していた桑原しおりが番組へ復帰した。火曜日は横山とRCCで活動するフリータレントの田中悠貴が、水曜日は横山とRCCアナウンサーの泉水はる佳が担当。
2014年3月、開始当初から出演していた世良が降板を発表、同年3月28日の出演をもって卒業した。
2014年9月、田中が降板を発表し、同年9月24日の出演をもって卒業。2014年10月からは火曜日に河村綾奈、水曜日に中根夕希（二人は同年6月の初鳴き時から本番組のコーナーレポーターとして既に出演していた）の同年入社のアナウンサーが新たに加わった。
2019年2月15日、泉水が自身の結婚と同年3月末でのRCC退社（ただし正式な退社時期は同年8月末）に伴う降板を発表し、同年3月29日の出演をもって卒業。それに先立ち、同年3月15日の番組内で、前年4月に入社した渕上沙紀が翌4月の放送から加わる事が発表された。
2018年10月5日、放送4000回達成を記念して時間拡大して放送された「4000回記念大感謝祭」が2019年9月19日、同年の日本民間放送連盟賞「ラジオ生ワイド番組部門」最優秀賞に選ばれた。
2022年に放送20年目に突入し、8月30日の放送で5000回を迎えた。またそれを記念したイベント『ごぜん様さま FAN FUN フェスティバル』が9月4日に広島県民文化センターにて開催された。
2023年3月に放送開始20周年を迎えたが、8月17日に河村が同年9月末でのRCC退社とそれに伴う降板（ただし正式な退社時期は翌2024年2月末）を発表し、同年9月29日の出演をもって卒業。それに先立ち、同年9月21日の番組内で翌10月より入社3年目（就任時点）の唐澤恋花が新パーソナリティとして加わる事が発表された。
2024年3月10日には20周年記念として『FAN FUN フェスティバル』の第2弾『ごぜん様さま FAN FUN フェスティバルⅡ』を前回と同じ広島県民文化センターで開催。同月からフリーに転身した河村と卒業以来5年ぶりの出演となった泉水もゲストとして参加した。この模様はダイジェストとして同年3月31日の『中四国ライブネット』枠（19:00 - 21:00、『中四国ライブネット』としては休止・ネット返上扱い）で特別番組として放送された。
2025年3月9日に行われた『Let's ラジケーションFES 2025』第3部内にて同僚の伊東平と結婚した渕上が第1子の妊娠と産休準備のため2025年3月28日の放送を以って番組の卒業を発表。それに先立ち、唐澤が金曜へ移り、入社1年目(当時)の楠本麗奈(火曜)と新本穂乃佳(木曜)が新パーソナリティーとして加わる事が発表された。

## 放送時間
すべて平日の放送。
- 放送開始 - 2007年3月30日：9:00 - 12:25
- 2007年4月2日 - 2013年9月27日：9:00 - 11:30
- 2013年9月30日 - 2020年3月27日：9:00 - 11:32[注 2]
- 2020年3月30日 - 2024年3月29日：9:00 - 11:40[15]
- 2024年4月1日 - ：9:00 - 11:55
- 東京五輪開催期間 ： 9:00 - 11:30

## パーソナリティ
2025年3月31日以降
- 安仁屋宗八（2012年4月 - ）（元広島カープ→広島東洋カープ・阪神タイガース投手、元広島コーチ、RCC野球解説者、月曜パーソナリティ）
- 横山雄二（放送開始 - ）（RCCアナウンサー、火 - 金パーソナリティ）
- 桑原しおり（放送開始 - 2005年3月、2012年4月 - ）（当時RCCアナウンサー → 元RCCアナウンサー、月曜）
- 楠本麗奈（2025年4月 - ）（RCCアナウンサー、火曜）
- 中根夕希（2014年10月 - ）（RCCアナウンサー、水曜）
- 新本穂乃佳（2025年4月 - ）（RCCアナウンサー、木曜）
- 唐澤恋花（2023年10月 - ）（RCCアナウンサー、金曜、2025年3月25日までは火曜を担当。レギュラーでの担当以前にも代理での出演あり）

資料によっては女性パーソナリティを「アシスタント」とするものもあるが、公式サイトでは全員が「（曜日担当）パーソナリティ」として記載されている。番組グッズなど公式資料においてパーソナリティをクレジット表記する際、2023年10月以降は横山と渕上が最初に表記され、2番目に安仁屋・桑原、最後に唐澤・中根が表記されている。
出演者の出張・休暇・休養時は、上記パーソナリティが他の曜日を担当したり、上記以外のRCCアナウンサー・外部所属のフリーアナウンサー・リポーター・タレント（城みちる、清老寛子、渕上里奈、一文字弥太郎など）・元プロスポーツ選手（森崎浩司・天谷宗一郎・木下富雄など）、RCCに出演の気象予報士（乙藤亮平・近藤志保など。社員・外部所属を問わず）他が担当したことがあり、2020年10月16日に横山の代役を務めた大窪シゲキのように、通常競合他局（HFM）への出演を主体としているタレントが担当した例もある。その一方、RCCラジオの番組にレギュラー出演しているタレントであっても、本番組と同時間帯の他局のテレビ番組を担当している人物（久保田夏菜・さいねい龍二など）については、ゲストとしての出演はあっても、ピンチヒッターとしては同番組での非出演日でも代役に起用した実績が無かったが、2023年12月7日にさいねいがピンチヒッターで初出演している。
RCCアナウンサーの場合は、2020年10月15日のように、横山の代役で本名正憲が『本名正憲のおはようラジオ』に続いて2番組連続で出演した例もある。
2020年4月28日から5月22日まで、新型コロナウイルス感染対策による勤務体制変更のため、火曜から金曜の女性パーソナリティの出演曜日を一部変更。渕上が水曜日まで出演し、河村と中根が隔週交代で木曜・金曜を担当した。
安仁屋・桑原が新型コロナウイルス感染による隔離措置で出演を休んだ2022年1月10日は横山・中根が、1月17日は横山・河村がそれぞれ代役を担当した。
安仁屋が腰痛・腹痛の手術・治療のため緊急入院し、集中治療室に入った2023年6月26日から7月31日までの約1ヶ月間は横山が代役で出演した。翌週7月3日は一般病棟に移った安仁屋も電話で出演した。また同日はスペシャルウィーク（聴取率調査週間）の企画の一環で緒方孝市（元広島東洋カープ監督・野球評論家・フリー野球解説者）もゲスト出演した。
代役の担当予定者について、基本的に当日のオープニングまで発表されない。このため、当日は、冒頭でリスナーからの代役予想メールが読まれるのが恒例となっている。ただし、中根がアメリカに出張する2024年5月22日（Gacharic Spinマイクパフォーマー・アンジェリーナ1/3）・29日（前広島東洋カープ監督/中国放送野球解説者・佐々岡真司）・6月5日（和歌山放送アナウンサー・中川智美）は代役が事前に番組公式ブログで発表された（カッコ内は代役担当者）。
2025年5月8日（木曜日） - 9日（金曜日）放送分は、横山が母親の容体悪化により7日放送後に帰郷したことから（8日朝に逝去）、中根が代役を務め、新本（8日）・唐澤（9日）と担当した。
安仁屋が広島東洋カープ春季キャンプに臨時コーチとして帯同した際の月曜パーソナリティの代役
- 長谷川努（RCCアナウンサー、2016年2月8日、2017年2月20日、2018年2月5日、2019年2月4日）
- 青山高治（RCCアナウンサー、2016年2月15日）
- 南一誠（演歌歌手、2016年2月22日、2017年2月27日、2018年2月19日、2019年2月18日）
- 山崎隆造（元プロ野球選手、RCC野球解説者、2018年2月26日）
- 木下富雄（元プロ野球選手、元RCC野球解説者、飲食店オーナー、2019年2月25日）
- 一柳信行（RCCアナウンサー、2017年2月13日、2018年2月12日、2019年2月11日）
  - この間も安仁屋はキャンプ地から電話出演で情報を伝えた。
  - 2020年は臨時コーチとしての帯同がないためこの措置は取られないが、出演がない日を利用して取材でのキャンプ訪問は行った[20]。
  - 長谷川は、安仁屋が新型コロナウイルス感染者との濃厚接触（検査結果は陰性）により出演を休んだ2020年12月14日、12月21日放送分にも代理で出演した。

### 過去のパーソナリティ
- 上野隆紘（2003年3月 - 2012年3月）（元RCCアナウンサー、月・火・水）
- 世良洋子（2003年3月 - 2014年3月）（当時RCCアナウンサー → 元RCCアナウンサー、木・金）
- 吉田千尋（2005年4月 - 2010年3月）（当時RCCアナウンサー、月・火）
- 勝さやか（2010年4月 - 2012年3月）（フリータレント、月・火）
- 田中悠貴（2012年4月 - 2014年9月）（フリータレント、火・水曜）
- 泉水はる佳（2012年4月 - 2019年3月）（当時RCCアナウンサー、現ニチエンプロダクション所属フリーアナウンサー〈チバテレ契約〉、木・金曜）
- 河村綾奈（2014年10月 - 2023年9月29日）（当時RCCアナウンサー、現フリーアナウンサー、木・金曜、2019年3月までは火曜を担当）
- 渕上沙紀（2019年4月 - 2025年3月28日）（RCCアナウンサー、木・金曜、2023年9月までは火曜を担当。レギュラーでの担当以前にも代理での出演あり）

| パーソナリティの変遷 | パーソナリティの変遷 | パーソナリティの変遷 | パーソナリティの変遷 | パーソナリティの変遷 | パーソナリティの変遷 | パーソナリティの変遷 | パーソナリティの変遷 | パーソナリティの変遷 | パーソナリティの変遷 | パーソナリティの変遷              | パーソナリティの変遷              |
| 期間                 | 期間                 | 男性                 | 男性                 | 男性                 | 男性                 | 男性                 | 女性                 | 女性                 | 女性                 | 女性                              | 女性                              |
| 期間                 | 期間                 | 月                   | 火                   | 水                   | 木                   | 金                   | 月                   | 火                   | 水                   | 木                                | 金                                |
| -------------------- | -------------------- | -------------------- | -------------------- | -------------------- | -------------------- | -------------------- | -------------------- | -------------------- | -------------------- | --------------------------------- | --------------------------------- |
| 2003.3.31            | 2005.4.1             | 上野隆紘             | 横山雄二             | 上野隆紘             | 横山雄二             | 上野隆紘             | 桑原しおり           | 世良洋子             | 桑原しおり           | 世良洋子                          | 世良洋子                          |
| 2005.4.4             | 2007.3.30            | 上野隆紘             | 横山雄二             | 上野隆紘             | 横山雄二             | 上野隆紘             | 吉田千尋             | 世良洋子             | 吉田千尋             | 世良洋子                          | 世良洋子                          |
| 2007.4.2             | 2010.4.2             | 上野隆紘             | 上野隆紘             | 上野隆紘             | 横山雄二             | 横山雄二             | 吉田千尋             | 吉田千尋             | 世良洋子             | 世良洋子                          | 世良洋子                          |
| 2010.4.5             | 2012.3.30            | 上野隆紘             | 上野隆紘             | 上野隆紘             | 横山雄二             | 横山雄二             | 勝さやか             | 勝さやか             | 世良洋子             | 世良洋子                          | 世良洋子                          |
| 2012.4.2             | 2014.3.28            | 安仁屋宗八           | 横山雄二             | 横山雄二             | 横山雄二             | 横山雄二             | 桑原しおり           | 田中悠貴             | 泉水はる佳           | 世良洋子                          | 世良洋子                          |
| 2014.3.31            | 2014.9.30            | 安仁屋宗八           | 横山雄二             | 横山雄二             | 横山雄二             | 横山雄二             | 桑原しおり           | 田中悠貴             | 田中悠貴             | 泉水はる佳                        | 泉水はる佳                        |
| 2014.10.1            | 2019.3.29            | 安仁屋宗八           | 横山雄二             | 横山雄二             | 横山雄二             | 横山雄二             | 桑原しおり           | 河村綾奈             | 中根夕希             | 泉水はる佳                        | 泉水はる佳                        |
| 2019.4.1             | 2020.4.27            | 安仁屋宗八           | 横山雄二             | 横山雄二             | 横山雄二             | 横山雄二             | 桑原しおり           | 渕上沙紀             | 中根夕希             | 河村綾奈                          | 河村綾奈                          |
| 2020.4.28            | 2020.5.22            | 安仁屋宗八           | 横山雄二             | 横山雄二             | 横山雄二             | 横山雄二             | 桑原しおり           | 渕上沙紀             | 渕上沙紀             | 河村綾奈（隔週） 中根夕希（隔週） | 河村綾奈（隔週） 中根夕希（隔週） |
| 2020.5.25            | 2023.9.29            | 安仁屋宗八           | 横山雄二             | 横山雄二             | 横山雄二             | 横山雄二             | 桑原しおり           | 渕上沙紀             | 中根夕希             | 河村綾奈                          | 河村綾奈                          |
| 2023.10.2            | 2025.3.28            | 安仁屋宗八           | 横山雄二             | 横山雄二             | 横山雄二             | 横山雄二             | 桑原しおり           | 唐澤恋花             | 中根夕希             | 渕上沙紀                          | 渕上沙紀                          |
| 2025.3.31            |                      | 安仁屋宗八           | 横山雄二             | 横山雄二             | 横山雄二             | 横山雄二             | 桑原しおり           | 楠本麗奈             | 中根夕希             | 新本穂乃花                        | 唐澤恋花                          |

## コーナー
（各コーナーの提供は2025年6月現在、曜日の記述が無いものは全曜日）
火 - 金曜は、9時のオープニングトーク及びクイズとミニコーナー、10時の時報後にあるフリートーク及びクイズの正解発表を概ね30分前後行うため、その後のコーナーが下記の放送時間から押すことが多い。
- オープニング（9時00分)

パーソナリティの挨拶の後、時間までフリートーク・当日のメニュー紹介を行う。「ごぜん様会議」では例文が読まれるが、火曜はごく稀に「昨日のボツより」として月曜放送分で送ったものの読まれなかったメールから紹介される。このオープニングの部分のみスマートフォンのアプリ「ラジオクラウド」でも放送終了後の同日夕方から夜に配信され、聴く事ができる（権利関係が絡む場合は該当部分のカットあるいはその日のオープニングだけ配信しない。同アプリの配信は基本的にオープニングのみだが、稀に特別企画も配信される事がある）。
- ごぜん様クイズ（9時02分、提供:月／川中醤油、火／丸美屋、水／サンエール[注 5]、木／蒲刈物産[注 6]、金／あじかん[注 7]）

「ごぜん様会議」のテーマに沿った、出題者自身に関するクイズを出題し、リスナーの解答を募集する（出題は月：安仁屋・桑原が週替わり、火 - 金：女性パーソナリティ、毎月最終金：横山、代演がいる場合は代演者、他曜日のパーソナリティが代演する場合は重複を避けるためスタッフが出題）。出題の後には出題する側ではない相手のパーソナリティも解答を行う。解答受付のタイムリミットは9時台の天気予報明けの「今朝の一曲」が終わる（フルサイズではなく、たいてい歌詞の1番の部分で終わる）まで。リスナーの解答紹介と正解発表は10時の時報明けのフリートーク部分で行われ、正解者（いない場合は答えに近い解答または応募者全員）から抽選でスポンサーの商品（期間によってノンスポンサーとなる場合は番組のノベルティであるクリアファイル）が贈られる。当選者はその日のエンディングで発表される。
- （火 - 金のみ）女性パーソナリティによるミニコーナー（9時14分）

火 - 金曜は「ごぜん様クイズ」の後クレジットに続いて、「『平成ラヂオバラエティごぜん様さま』、RCC本社第2スタジオから…」というセリフから女性パーソナリティによる小芝居を交えたミニコーナーが始まる。女性パーソナリティが休みの場合は代演者がそのままコーナーを担当する。コーナーの締めに横山が「今日もお昼11時55分まで生×4、生放送。」（水曜以外）と言って、締める。
「クスっともっと！ダジャ麗奈」（火、2025年4月から） - 楠本が最近のニュースからダジャレを披露。
「ユッキー・ラッキー・じゃんけんタイム」（水、2019年4月から）- 中根がじゃんけん（この時、横山もじゃんけんに参加する）をした後、毎週中根がキャラクターに変装（中根○○と称）して、ものまねを行う。その後、「それじゃあ今日もHave a nice day!」と言って締める。この様子は横山が撮影しており、後日、RCCラジオの公式Youtubeに配信される。
「あなたにぃもっと！きょうの金言」（木、2025年4月から） - 新本が各界の創業者や著名人の金言を披露する。
「ねぇ雄二」（金、2023年9月までは木曜の放送だった。泉水→河村→渕上→唐澤が担当）- 呼び掛けた後、小話をして、映画やドラマ、アニメなどの1シーンをパロディする。終わった後、横山が「本日の演目、ですけども…」と1シーンの元ネタを解説する。
- 天気予報（9時15分・11時43分、提供:火・木・金9時15分／スズキ自販広島、水9時15分／かわかく農機、金9時15分／エコフィット24、月11時43分／アサンテ）

この時間のみ、スタジオに設置されたモニターに映る各地のお天気カメラの状況をパーソナリティが伝えた後に、RCCの気象予報士と電話を繋ぎ、詳しい情報を聞く。2020年3月31日までは日本気象協会中国支店の職員と中継を繋いでいた。2024年4月から全曜日で気象予報士がスタジオに入って情報を伝える。9時台でたまにミニコーナー（火～金のみ）の流れで、気象予報士に無茶振りを仕掛けることがある。また12時から14時までTBSラジオのネット受け(月～木のみ)になることから11時台にも天気予報を伝える。
- お便りさまさま（9時20分、提供:水／広島ガス）

「ごぜん様会議」のテーマ以外のふつおた（番組では「季節のお便り」と呼ぶ。このコーナー枠以外にもオープニングや時報後、エンディングなど空いた時間に随時読む）を読む。火曜と木曜はTBSラジオ『パンサー向井の＃ふらっと』（月-木）内「日本香堂ふらっとポスト」（一部地方局は裏送り『伊集院光のおたよりください!』）の事実上スポンサード企画ネットである。両番組と同様に採用者には抽選で日本香堂の商品がプレゼントされる。「ふらっと」の「日本香堂からのお便り」と同様にコーナー前に生CMが入るが、『ごぜん様さま』は横山の提供読みの前に生CMを女性パーソナリティ（代演者がアナウンサー以外の場合は横山、逆に横山の代演者がアナウンサーでない場合は女性パーソナリティが提供読みも含めて読み上げる）が読み上げる（「ふらっと」は提供読みの後）。また日本香堂からのプレゼント当選者をエンディングにて発表していた。
日本香堂は『ごぜん様さま』開始以前から長きにわたり午前ワイド枠のコーナー提供を行っていたが、2024年3月を以って終了した。その為、時間がよく押す火～金曜はこのコーナーを省略することがほとんどになった。なお実質制作局であるTBSラジオは4月以降も継続している。
- 僕の作文・私の作文（9時30分、提供:にしき堂）

広島県内の小学生の作文を紹介する。2週間（まれに1週間だけのこともある）かけて同じ小学校の児童から10人の作文を書いた本人が読み、読み終えた後パーソナリティ達が感想を言う。こちらも『ロッテ僕の作文・私の作文』の企画ネットである。
2020年3月23日より休止していたが、7月1日の放送より再開。再開後は学校を指定せず、番組から募った小学生の作文を紹介していたが、2021年4月20日放送分より従来の形式に戻った。
- ごぜん様会議（9時35分、11時05分、提供:水9時35分／ホームセンターユーホー、火～金11時05分／ジェーイーエル）

週替わりで決められたテーマメールを募集してこのコーナー内で紹介する。
11時台の「ごぜん様会議」は「其の弐」と称される。2020年4月の放送枠拡大後は「其の弐」の時間を少し拡大している。時間調整で9時台が割愛され「其の弐」だけになる日やもある。木曜日の「其の二」は横山・河村時代の最末期から2024年3月までは「ごぜん様通信」と放送枠を入れ替えて10時20分から放送することが殆どだった。
- 交通情報（9時50分、10時50分、提供:月・水9時50分／三和シヤッター）

交通情報は日本道路交通情報センターの広島センターから職員が、天気予報は女性パーソナリティ が読み上げる。時間がある場合は終了後からニュースまでフリートークとメール紹介に充てる。2022年10月より天気予報の枠が廃止され、交通情報の後にメールを読み上げる時間に変わった。
突発的なハプニングで交通情報あるいは天気予報を時報明けにもう一度放送した事例がある。
- 中国新聞ニュース（9時55分、10時55分、提供:9時55分／イースト駅前クリニック、10時55分／長谷工グループ[注 14]）

シフト勤務のアナウンサーが担当するが、まれにその曜日担当以外の本番組パーソナリティが務める場合がある。
このコーナーは別のスタジオ（ラジオ用のニューススタジオ）で担当アナウンサーがニュースを読んでおり、構成上は本編に含まない独立番組のため、横山ら本番組のパーソナリティはニュース後のCMおよび時報明けまで出演しない。この間に、横山は休憩中の喫煙のためRCC局舎の玄関先に出てくることがある。それを狙ってリスナーが訪れ、差し入れ を渡すことが恒例になっており、この行為を「横山詣（よこやまもうで）」と称している。
番組中に挟むニュースや気象に関する速報に関しては本番組を生放送している第2スタジオからパーソナリティが読み上げる。
- 10時台オープニング（フリートークとお便り紹介）・ごぜん様クイズ正解発表（10時00分）

時報明けの15秒はCM、その後に番組からのお知らせを兼ねたジングルが入った後にスタートする。火曜から金曜はお便りを読みつつフリートークを15〜20分ほど行うが、冒頭はお知らせが終わっても横山が間に合わない事が多いため女性パーソナリティが1人でフリートークを行う事が多い。クイズのおさらいとリスナーからの解答を紹介。最後に答えと正解者数を発表し終わる。
- スポーツ一直線（10時10分、提供:木／ミヤオク葬祭）

月曜はカープやサンフレッチェなど、リスナーから送られたメールを中心に先週末のスポーツを振り返り、火～金曜はカープの最新情報やスポーツ新聞各紙の一面を横山の解説を交えて紹介する。
- ヤマスイお買得情報（10時15分）

広島県内を中心に展開する鮮魚店「ヤマスイ」 の各店舗担当者（店舗は日によって変わる）と電話を繋いで紹介してもらう形式。
- インフォマーシャルコーナー（9時45分、10時35分、11時30分）

下記コーナー以外は9時台は主にラジオショッピング、10時台は企業からのお知らせになることが多い。10時台にはお知らせを持ってくる企業・団体からの担当者や店主が招かれる場合が多い。11時台は企業からのお知らせをパーソナリティが読み上げるが、木・金曜日はT×T GARAGEのインフォマーシャルをパーソナリティが生読みする。
月　広島シニア応援プラットホーム・ZUTTO（ずっと）情報（第四月曜9時45分、提供:ZUTTO）
webメディア「ZUTTO」の編集部をスタジオに招き、広島に住むシニアへ参考にできる話題を紹介する。
月　すこやか様さま（10時35分、提供:ライフアートグループ）
お薬や健康について学んでいく。2019年9月28日には放送100回を、2021年10月17日には放送200回を記念した30分枠の特番を放送した。
- 広島ラジオカー中継（10時40分）

RCCラジオカーのレポーターが県内の店舗や企業から中継する。曜日ごとに行き先となるエリアは決まっている。
新型コロナウイルス感染拡大に伴う緊急事態宣言などにより、四度の休止期間および不定期放送があった。（2020年4月15日 から5月24日、2021年5月11日から6月21日、8月2日から10月10日、2022年1月10日から3月13日）
ラジオカーレポーターがスタジオに「ひとことメモ」として「ごぜん様会議」の投稿を置いていくのが恒例で、それも紹介される（「ごぜん様会議 其のニ」で紹介する場合もある）。
- ジャパネットたかたラジオショッピング（11時）

火曜から金曜の冒頭2〜3分は10時と同じようにジングルを流してからふつおた紹介・フリートークを行い、その流れで開始する。担当者と電話を繋いでやり取りしながら進行する形式。休止の場合は、フリートークやおたより紹介等に充てる。本番組開始までは同じ時間に独立番組として放送していた。本来、他の放送局では冒頭に流すジャパネットのジングルは、本番組ではコーナー終わりのCM前に流している。
- 月「メガネの田中～聞こえのクエスチョン～」（11時15分、提供:メガネの田中）

最近の補聴器の魅力や、聞こえあうことの重要性をクイズ形式などで教えてもらうコーナー。クイズがある場合は、次週に正解発表する。
2022年4月開始、休止や再開の期間を挟み、2025年4月に再び放送開始。
- 日替わり特集コーナー（11時25分[注 18]）

月　「安仁屋宗八の直球勝負」
安仁屋がスポーツ・カープの話題を中心に本音で語る。プロ野球シーズンは主に前週のカープを実況音声(勝利した日のみ)を交えて振り返る。またアスリートのゲストコーナーとしても扱われ、トップス広島に加盟しているプロスポーツチームの選手やコーチをスタジオに迎える。安仁屋臨時コーチとして春季キャンプに帯同している2月は、「スポーツ一直線」と放送枠を入れ替える。
2024年4月より、「直球勝負」にゲストが登場する場合は「スポーツ一直線」内にて前週のカープを振り返る形式となっている。
火　「ごぜん様さま商品開発部」
番組グッズを考察するコーナー。2019年3月までに後述の『Gマガジン』に収録された「カルタ」「日めくりカレンダー」を企画し、実際に発売された。火曜日のパーソナリティが河村から渕上に交代した2019年度以降はネタ投稿コーナーに路線変更し、2019年度（同年4月2日から2020年3月24日まで）は「渕上名言研究所」と題して毎月決められたある一言でオチを付けさせるネタをリスナーから募集していた（2019年12月分のみこの年に渕上がパーソナリティを務めた『RCCラジオ・チャリティー・ミュージックソン』の関連企画のため休止）。2020年度（同年3月31日から2021年3月30日まで）は「What's your name?」と題し、商品の効果や機能について説明した後、商品のネーミングでオチを付ける投稿をリスナーから募集した。2021年4月6日以後はコーナー内容が固定され、「名曲・ゴーストライター」と題し、名曲の歌詞の一部をリスナーからの投稿によって面白く変えていくネタコーナーとなっている。原則2週ごとにお題となる曲が変わる。11時台後半との2部構成で放送している(2024年3月まで)。オープニングのメニュー紹介ではスタッフ考案の例題が紹介される（ラジオクラウドではBGMの権利関係でカットされている）。2024年10月から2025年3月までの期間内は「ヒモトク・広島大辞典！」と題し、当時新人アナウンサーだった楠本と新本が週替わりで「広島」という膨大な辞典から気になる物事を取材したレポートをお届けした。
水　「ごぜん様知恵袋」（提供:グリーンコープひろしま）
2023年9月開始。番組が提示した正解のない質問に対する回答をリスナーに考えてもらう大喜利的な内容のお便りコーナー。コーナー最後には採用した投稿から「審査委員長」の中根が「番組認定のベストアンサー」を1通決める。原則2週ごとに質問が変わる。火曜の「商品開発部」と同様に11時台後半との2部構成（スポンサーが付くのは10時台のみ）で放送している(2024年3月まで)。グリーンコープひろしまは、元々この曜日で放送していた料理コーナー「お料理さまさま」の開始当初からのスポンサーだったが、コーナーが終了して2代前の『ザックリ道場』よりネタコーナーに路線変更した後も引き続きスポンサーを務めている。
それまでのネタコーナー同様に、後述する関係で爆笑問題・太田光も前日のTBSラジオ『爆笑問題カーボーイ』で「挑戦」（ただし本コーナーの様式ではなく、従来からあったエンディングで太田が即興で行うショートコントをテーマにちなんだものにしている。また、太田自身はそのことを説明していない）しており、オープニングのメニュー紹介かコーナー冒頭で横山から「太田光くんが参戦」として紹介される（内容は横山が模写で再現）が、ショートコントをテーマにちなんだものにしているので本来の投稿の趣旨からは逸脱しており、横山と中根は紹介した後に「絡んで来ないでください」などと（ネタとして）拒否反応を示すのがお約束となっている。
木　「ごぜん様通信」
世の中の物事、流行、生活などに密着していくコーナー。主にゲストを招いてトークするコーナーになっているが、2019年4月11日や同年8月1日、2023年6月29日のように他曜日のパーソナリティが出演する場合もある。特に、広島市のライブハウス「LIVE Cafe Jive」で毎月行われている、横山が個人で主催する東日本大震災や西日本豪雨の復興支援を目的としたチャリティーライブ『ヨコヤマ☆ナイト』の開催週を中心に広島を拠点とするアーティストや芸人が登場することがあり、スタジオライブとして生ライブ・生パフォーマンスを披露する場合がある。2020年7月からはこの模様をサブ側から撮影した映像が「基町演芸場」のタイトルでRCCラジオの公式YouTubeアカウントに投稿されるようになった。
2020年4月以降、新型コロナウイルスの感染状況によっては感染防止対策としてスタジオへの外部ゲストの出演を制限するため本コーナー枠で「ごぜん様さまガラガラ歌合戦!→ごぜん様さまガラガラ歌合戦!Z→ごぜん様さまガラガラ歌合戦!V3→ごぜん様さまガラガラ歌合戦!フォーーーッ!」と題した企画を不定期放送している。これは対決制ではないが横山が白組司会、河村・中根（2020年4月から5月の臨時シフト期間のみ）が紅組司会となり、「ガラガラボックス」に入ったボールを1つ取って、そこに書かれたアーティストが過去にこのコーナーやエンディング､『RCCラジオ・チャリティー・ミュージックソン』で披露したスタジオライブをランダムで1曲ずつ、計2曲放送していた（一曲目はこのコーナー、二曲目はエンディングの「今朝の一曲」枠）。なお、2020年7月にRCC社内で感染者が出た際、同年7月23日と30日放送分では楽曲放送ではなく「ごぜん様さまガラガラウルトラクイズ!Z」として「過去に横山と河村が木曜日の放送で話したフリートークの内容からクイズを出す」という記憶力に頼ったクイズ企画が放送されていた。
横山・河村時代の最末期から2024年3月までは「ごぜん様会議 其の弐」と放送時間を入れ替えて11時台に放送することが殆どとなっていた。放送時間拡大後は生ライブ・生パフォーマンスを行う場合は天気予報を「其の弐」の後に前倒しで放送する。
金　「映画コーナー」（2023年9月までのタイトルは「映画音楽コーナー」、2014年4月 水→金に移動）
横山・唐澤コンビ（隔週交代、どちらかが不在の場合は代演者）またはスタッフが選んだ映画を紹介するコーナー。BGMはその紹介する映画の主題歌や挿入歌が使われる。2023年9月まではスポンサーがDVDレンタルも行っている関係上、紹介される映画はDVDレンタルが可能な往年のヒット映画やここ近年の作品が殆どで、レンタル販売のない作品や上映中の最新映画などはあまり取り上げられなかったが、コーナー改題により2023年10月からは限定されなくなり、その初回にはDVDが発売されたばかりの横山の監督作品「愚か者のブルース」が紹介されている。月1回、横山が主催する映画鑑賞イベント「ヨコゲキ」の開催日近くの横山担当週にはその時に上映する映画の紹介となる。
テーマ曲はニニ・ロッソの「水曜日の夜」。かつては水曜に放送していたことから、『水曜ロードショー』（RCCが放送していたTBSテレビ『水曜ロードショー』ではなく、広島テレビが放送していた日本テレビ『水曜ロードショー』）にかけており、金曜に移動した後も使用されている。
また最後に流れる水野晴郎のセリフは水野が存命時に本番組用に新たに収録されたものである。
2023年9月まではコーナー冒頭に啓文社が運営する広島県内のTSUTAYA各店舗のレンタルDVDランキングを発表していた。
2024年7月と8月は、「109シネマズ広島」がスポンサーとして加わっていた。
- ごぜん様さま名曲堂（11時45分）※不定期

2024年4月からエンディングの「今朝の一曲」をリニューアルする形で開始。リスナーから寄せられた「思い出の一曲」のリクエストをエピソードと共に紹介する。開始初週はレギュラーパーソナリティ、ピンチヒッター出演時はその人物の思い出の曲を紹介している。なお、木曜日は「ごぜん様通信」のゲストがアーティストや芸人である場合、スタジオで生ライブ・生パフォーマンスを行うため割愛される。
「今朝の一曲」時代の2020年4月から6月までは新型コロナウイルスにより活動ができないアーティストを応援するべく、広島ゆかりのミュージシャンの楽曲をこの時間に流した。「ガラガラ歌合戦」を放送していた木曜日は、同コーナーの二曲目に充てていた。
- エンディング（11時52分）

「ごぜん様クイズ」のおさらいと当選者の発表後、時間までメール紹介やフリートークを行い番組を締める。火曜日は後述する関係から締めの挨拶は「今晩は『爆笑問題カーボーイ』」と番宣する形で終わる。
2024年4月より、火～金に限りこの日の放送のハイライトを1分間にまとめて振り返る”今日のハイライト「一分締め！」”を放送した後、12時からの番組を告知して終了する。
- 番組終了（11時54分）

CMを挟んで11時55分から『お好み焼のある風景(月・火)』、『サウンドセレクション(水)』、『伊東平の生き物ミニ図鑑(木)』』、『軽マーケット新沢亮二の釣りラジオ(金)』を放送し、12時からの『ジェーン・スー 生活は踊る(月 - 木)』、『花金ラジオ すっぴんブギ(金)』へと続く。

## 過去の番組コーナー
- 「ごぜん様クラブ」（月）

番組初期からのコーナー。
- 「JTB旅のコーナー」（火）

番組初期からのコーナー。
- 「みんなの和」（水）

番組初期からのコーナー。
- 「金のつばさ」（金→水）

番組初期、上野と世良が担当していた曜日のコーナー。『なんでもジョッキー』の金曜コーナーとして放送されていた「桃色吐息オノロケ吐息」を引き継いだ。『大沢悠里のゆうゆうワイド』(TBSラジオ）における「お色気大賞」と類似したコーナーである。テーマ曲は、小林明子の「恋に落ちて」。
- 「お料理さまさま」（水）

番組初期からのコーナー。2014年3月までは金曜日に放送されていたが、4月改編で「映画音楽コーナー」と放送曜日が入れ替えられた。さらに、同年10月に中根が水曜パーソナリティになってからは「夕希のレッツクッキング」という副題がついていた。2018年3月に終了。
- 「ファインディング ありがとう❤ありがとう」（木・不定期）

2016年4月から2020年3月まで、ほぼ月一回のペースで「ごぜん様通信」枠で放送。シンガーソングライターのDressingが、広島県内の幼稚園（保育園）や学校、養護・介護施設を訪れ、「ありがとう」と伝えたい人にインタビューした模様を放送。
- 「たのもう! ザックリ道場!」（水）2018年4月 - 2022年3月

毎月定められたテーマから1つのキーワードを出し、さも自分が見つけ出したかのような話し方でリスナーからの投稿を紹介するネタコーナー。このコーナーで横山は「師範代」、中根は「道場主」とされている。『商品開発部』と同様11時台後半との二部構成で放送する場合もある。
後述する関係で、爆笑問題・太田光も前日のTBSラジオ『爆笑問題カーボーイ』で「挑戦」し、オープニングのメニュー紹介やコーナー冒頭で横山から紹介される。
- 「人生の知恵袋～冠婚葬祭篇」（提供:進物の大進）2006年9月 - 2022年3月

大進の従業員をスタジオに招き、会議テーマのトークやリスナーからの相談メール、冠婚葬祭の知識や知っておくべきマナーを伝授する。このコーナーでメールが採用されると、進物の大進から週替わりのスペシャルセレクト品が贈られる。
- 「なんでもベスト3！」（水）2022年4月 - 2023年9月

あまり聞いたことのないランキングの上位ベスト3をリスナーに考えてもらうお便りコーナー。原則2週ごとにテーマが変わる。火曜の「商品開発部」同様11時台後半との2部構成（スポンサーが付くのは10時台のみ）で放送している。
「ザックリ道場」同様に太田光も前日の『爆笑問題カーボーイ』で「挑戦」している。
女性パーソナリティによるミニコーナー
- 「あやなぞかけ」（火→金） - 2023年9月

河村が担当。その週の「ごぜん様会議」のテーマにちなんだ謎かけを披露する。
- 「恋花の胸キュンメモリー」（火、2023年10月 - 2025年3月）

唐澤がキュンとした出来事を話した後、『恋花、メロメロ～！』と締めた後、横山が内容に茶々を入れる。
- 「木曜サキペンス劇場」（木、2019年4月から2023年9月までは火曜日の放送だったため「火曜サキペンス劇場」というタイトルだった）- 2025年3月

渕上の周りで起きたちょっとした事件をサスペンスドラマ仕立てに話す。その後、横山が脳みそ夫のものまねをしつつ物語を簡略化する。渕上が話す事件はオチが想像しやすいものが多いことから結末を話す前に横山がネタバラシすることもあり、その際渕上は「なんで言うのー！！」「何で言うね〜ん！」と突っ込んでいた。

### 内包番組
- 「中島みゆき ほのぼのしちゃうのね」（ニッポン放送制作）

番組初期、2004年10月8日に終了。
- 「永六輔の誰かとどこかで」（TBSラジオ制作）

番組初期
- 「純喫茶・谷村新司」（文化放送制作）

番組初期

## エンディングテーマ曲
- 「広島の空」（横山雄二、泉水はる佳）

かつて横山が担当していたナイターオフ番組『ジューケンキャンパススタジオ』で1995年に阪神・淡路大震災のチャリティー支援を目的に制作した同名の楽曲をセルフカバーしたもの。本番組で使用しているのは2014年に同年の土砂災害のチャリティー支援で制作されたバージョンで、2014年10月30日に1000枚限定で発売された。このバージョンは泉水の卒業・退社後もそのまま使われている。使用されるようになったのは2014年秋からで、それまではオープニングと同じBGMで番組を終えていた。
2018年には、安仁屋・桑原を除く当時の番組パーソナリティ陣と渕上・伊東平で平成30年7月豪雨のチャリティー支援として再びセルフカバー。広島を拠点に活動するバンドMebiusによる編曲で新しい演奏のバージョンとなった。CDが同年11月1日に広島県内の一部書店とRCCの通販サイト、2018年10月27・28日のRCC主催のイベント「ひろしまフードフェスティバル2018」限定で販売。
2019年7月5日から、同曲3バージョンのほか横山が過去にリリースした曲を含む16曲を収録したアルバム『広島の空』が主要音楽配信サイトで配信されている。
両バージョンのインストゥルメンタル版が10時・11時の時報後等に災害の義援金や『RCCラジオ・チャリティー・ミュージックソン』、コロナ禍以降は感染対策の呼び掛けなど番組からのお知らせを読み上げる際に使われる事がある。
『FAN FUN フェスティバル』でもフィナーレに出演者全員で生歌唱した。

## 関連特番
- 上記の4000回特番に加えて、「ひろしまフラワーフェスティバル」や「RCC終活博覧会」などのイベントで公開生放送を行った事例がある。また、2014年11月に迎えた3000回は本来17日（月曜日）にあたる予定だったが、その前日の16日（日曜日）に特番を編成する事となりそれを第3000回とカウントしている。本来放送のない週末に特別番組を組み記念回としてカウントしたのはこの回のみで、他の記念回はすべて平日に迎えている。2018年の4000回と2022年の5000回の記念回は通常より時間を拡大し14:30まで放送（『おひるーな』は休止、東京からネットする同番組内包の箱番組は特番終了後に放送）し、パーソナリティが全員出演（2022年の5000回は河村が新型コロナウイルス感染のため、渕上は濃厚接触者となったためそれぞれ出演を取りやめ）、さらに屋外からの中継も合間に挟む。
- 毎年12月24日・25日の『RCCラジオ・チャリティー・ミュージックソン』では2011年から連続して本番組火〜金曜のパーソナリティから1〜2名が『ミュージックソン』メインパーソナリティを務めており、横山は2011年〜2013年・2017年・2018年・2020年・2021年に、中根は2015年、渕上は2019年、唐澤は2023年に、歴代パーソナリティでも泉水が2012年・2014年・2016年、河村が2015年・2016年・2022年にそれぞれパーソナリティを務めている。
  - 日中はゆめタウン広島内のイベントスペースにて公開生放送を行っている。新型コロナウイルスの影響で2020年・2021年は中止したが、2022年からは時間を限定して復活し、24日の17時台と25日のエンディング（10・11時台）を本番組の体裁・火～金曜パーソナリティで放送した。後述の通りネットパートの『声の握手』も本番組のパーソナリティが担当している。
  - 夜9時ごろから27時までの枠は「まよなか様さま」と題して本番組をベースに編成しており火〜金曜のパーソナリティが全員出演している。24時台まではアーティストを招いてRCC本社社屋の玄関ロビーでのスペシャルライブを、その中の24時からは本番組の火～金曜パーソナリティが生歌ライブを披露している。25時からの『オールナイトニッポン』の枠も本コーナーに差し替えており、本番組を放送しているラジオ第2スタジオに移動してチャリティオークションが行われている。
  - チャリティーオークションは通常のオークションのやり方ではなく、近似値クイズを用いた方式である。流れとしては火〜金曜パーソナリティの私物や自作の品を出品し、まずその品をプレゼンし、プレゼン終了後に提示した金額を放送上では伏せた上で（配信開始後はカメラ映像を蓋被せ画面に差し替え）他のパーソナリティに見せてリスナーから落札価格となる提示金額の予想をメールとFAXで募る。一定時間で締め切った後に提示した金額をリスナーに発表してそれに一番近い落札価格を付けたリスナーを当選者（落札は一人一品までのため、落札者に決まった時点でその後のオークションへの参加権利は失効する）に決定する。落札金額は全額RCCのミュージックソンに寄付される。当選したリスナーには発表後に電話を繋いでパーソナリティとトークする（電話が繋がらない時点で失格となり、次点の落札者が当選）。
  - 2020年は新型コロナウイルス感染症対策として全編ラジオ第2スタジオで放送し、時間も21時～24時台に繰り上げて編成（25時~29時はニッポン放送から『オールナイトニッポン ラジオ・チャリティー・ミュージックソン』を放送）し、チャリティオークションと各パーソナリティ4人の生歌ライブを統合して放送した。2021年以降もこの体制を続けているが、2022年は25〜26時台もRCCからの放送となり、河村・中根による「音楽夜話」として「ガラガラ歌合戦」の復活企画などが放送された。
- 2022年10月1日にラジオ開局70周年を迎えた際には、7:00 - 23:00の枠で『RCC開局70年特別番組 広島大家族。ラジオ～全員集合スペシャル～』が放送され、その最終パートの20〜22時台の枠を本番組の体裁で放送。スタジオから横山・河村・中根の3人で放送した（渕上はこの日、TBSテレビ『オールスター感謝祭』のミニマラソンに『THE TIME,』の列島中継担当として参加していたため欠席し事前に収録されたコーナーに出演した。当然、『感謝祭』はRCCテレビにもネットされていた）。
- ラジオ放送はされていないが、2021年3月20日（土曜日、春分の日）にはZoomを用いたオンライン形式の有料イベントとして『ごぜん様さま 春分の日スペシャル オンライン春フェス』を開催。ラジオ第2スタジオから横山・河村・中根・渕上が配信を行った。番組と関わりがある上記「広島の空」の編曲も行ったMebiusとピン芸人のバチョフがゲストとして出演。また、通常番組で行っているコーナーも行われた他、終盤にはサプライズゲストとして元パーソナリティの泉水もVTRコメントを送った[25][26][27][28][29]。
- 2021年12月30日に、『僕の作文 私の作文 2021傑作選スペシャル!』と題しコーナー初となる1時間の特番が放送され、この特番が2022年の日本民間放送連盟賞「ラジオ教養部門」で優秀賞に選ばれた[30]。2022年末以降も年内の放送を終えた後の本番組放送時間帯に『僕の作文 私の作文 傑作選スペシャル!』が放送されている（生放送ではなく事前収録）。同特番では横山・河村（2022年まで）→渕上（2023年）がパーソナリティを務め、コーナースポンサーであるにしき堂が提供している。

## 関連グッズ
書籍・カレンダー
- ごぜん様さま―平成ラヂオバラエティ（2014年12月、南々社）
- ラヂバラ～ごぜん様さま読本～（2016年11月、ザメディアジョン）
- Gマガジン ごぜん様さま（2017年11月、ザメディアジョン）
- ごぜん様さま 366日 日めくりカレンダー 2020年版（2019年11月、ザメディアジョン）
- ごぜん様さま カレンダー 2022 日めくり歳時記DX(デラックス)（2021年11月、ザメディアジョン）

CD・映像ソフト
『広島の空』に関しては上記参照。
- 毎日が日曜日/言の葉（2020年7月15日）[31]
  - いずれも横山が作詞、番組や「ヨコヤマナイト」にも定期的にゲスト出演している広島を拠点に活動するシンガーソングライターの藤江潤士が作曲を手掛けた。『毎日が日曜日』は横山、カップリング曲の『言の葉』は渕上・中根・河村が「ごぜん様さまシスターズ」[注 24] 名義で歌唱している[31][32][33]。CDはネット限定で発売され[34]、1週間で完売した[35]。また、楽曲は『日曜サンデー』や『樹根爛漫』『全開!金曜日』『PAO～N』など関わりのある各地のラジオ番組（後述）でも放送されたり、毎年『ミュージックソン』でも歌唱されている。2020年9月16日から、これら2曲のほかCDに未収録のインストゥルメンタル版と藤江がボーカルを歌ったバージョン計6曲を収録したアルバムが主要音楽配信サイトで配信されている[36]。河村が卒業する2023年9月29日の番組終盤では『言の葉』が流れたが、2番から間奏のパートをインストゥルメンタル版に差し替え、唐澤・安仁屋・桑原・渕上・中根から河村に向けてのメッセージを収録した特別バージョンが放送された。
- G-6 （2023年8月25日）
  - 広島で活躍し、番組と関わりの深いアーティスト6組の楽曲を収録したコンピレーションアルバム。ネット限定で発売された[37]。
- 平成ラヂオバラエティ ごぜん様さま ビデオギャラリー Vol.1 放送5000回アニバーサリー ごぜん様さま FAN FUN フェスティバル（2023年11月1日、ポニーキャニオン）
  - 前述した『FAN FUNフェスティバル』第1弾の模様や放送の舞台裏を収録したDVD [38]。

その他
- コンビニとのコラボ商品
  - 放送開始当初からコンビニエンスストアのサンクス（後にサークルKサンクス）とのコラボによるエリア・期間限定の弁当を年1〜2回販売していた。ファミリーマートへの統合に伴い、2016年を最後に企画は一度途絶えたが、2024年2月に復活した[39]。

## 「太田光被害者の会」
2017年以降、本番組はRCCでは放送していない他エリア（JRN・NRN・独立局を問わず）のラジオ番組について話題にすることが恒例になっている。
きっかけは、TBSラジオ『JUNK・爆笑問題カーボーイ』（2015年4月21日）に広島出身のアンガールズ・山根良顕がゲストとして出演した際、本番組を「好きなラジオ番組ベスト3」の1位として紹介 したことによる。それ以降radikoプレミアムのエリアフリー機能で本番組を聞くようになった爆笑問題・太田光が番組内容や横山についてたびたび話題にし、横山やリスナーが反応していたことから、本番組の特別編である『中四国ライブネット 平成ラヂオバラエティごぜん様さま 神ってる広島 最高で～すスペシャル』（2016年12月4日）に太田が電話出演。さらに、2017年1月24日の『カーボーイ』に横山がゲスト出演した。それ以降、『カーボーイ』と本番組で毎週のように話題にしあっている。また、終盤の「カーボーイ大穴予想」の冒頭では、2019年から中根に関する太田が思いついた嘘のエピソードを話題にする「中根ちゃんフェイクニュース」が恒例になっている。2023年9月まではその前に「ごぜん様クイズ」の河村の回を「河村ちゃんクイズ」と称して、太田が相方の田中裕二にそのまま出題し、クイズの難しさや不可解さを話題にするしていた。番組終わりには上述した「ザックリ道場」→「なんでもベスト3」→「ごぜん様知恵袋」に太田が挑戦して締める形であり、これらは本番組でも話題にしている。2017年2月21日には、有名人のエピソードをクイズ形式で募集した特別企画「冬の○○ちゃんクイズ祭り」を行い、河村が事前収録で出演しリスナー向けにオリジナルの問題を出題した。
このことをきっかけに、爆笑問題が出演しているタイタン主催のお笑いライブのライブビューイング「タイタンシネマライブ」や、太田がオムニバスの1編の監督を務めた映画『クソ野郎と美しき世界』では、横山らによる独自のイベントを広島の上映館で行ったことがある。また、2018年10月に横山が初めて出版した小説『ふるさとは本日も晴天なり』（角川春樹事務所・ハルキ文庫 ISBN 978-4758442091）には太田が帯のコメントを寄せ、同月に発売された雑誌『TV Bros.』（東京ニュース通信社）のTBSラジオの番組や出演者を特集した別冊号には横山が爆笑問題について寄稿している。
さらに、2022年8月30日の5000回記念特番や河村が卒業する2023年9月29日の放送では爆笑問題から音声コメントが送られている。
太田は本番組以外にも、後述のローカル番組についても話題にし、さらには横山にそれらの番組との交流を一方的に持ちかけていることから、それらの番組同士でも話題にしあうことがあり、番組同士で「太田光被害者の会」を自称している。
ニッポン放送が幹事を務め、RCCなど一部NRN系列局が参加する『ラジオ・チャリティー・ミュージックソン』（2018年12月24日・25日）では、ニッポン放送から各局のリレー形式で放送する「日本全国 声の握手」で、太田がKis-My-Ft2・北山宏光に依頼し、「被害者の会」のパーソナリティが出演した際に当人をいじるコメントをさせた。RCCでは、募金会場から進行する横山が太田に仕組まれる形で、ニッポン放送のスタジオで出演していたメインパーソナリティ・Kis-My-Ft2とニッポン放送アナウンサー・煙山光紀に対し、会場の出演者・観客と「○○（メンバーの名前）コノヤロー!」「煙山コノヤロー!」と太田と横山が言い合うフレーズでコール（25日は泉水・河村・中根・渕上も中継に出演してこのフレーズをコールした）したほか、太田のお気に入りのフレーズである「あでー!」を募金会場のリスナーがコールしたことで、次に回線をつないだ和歌山放送アナウンサー・中川智美が困惑したこともある。翌年以降も太田から預かった伝言を北山が横山らRCC勢など、爆笑問題と関わりのある参加局へ伝えていく流れがお約束となっている。Kis-My-Ft2が外れた2021年、北山の役割はSixTONESの田中樹が引き継いだが2022年はこの流れ自体はなくなった。
2023年の担当、久保史緒里(乃木坂46)が２日目の中継で「横山コノヤロー！」を復活させた。横山が「久保コノヤロー！」と返したがニッポン放送のスタジオ担当アナウンサー上柳昌彦と交遊関係がある為か「上柳コノヤロー！」とはならなかった。次の和歌山放送の桂枝曾丸を紹介する際は「この後和歌山の爆笑王が登場します！あで～！太田コノヤロー！」と閉めた。ニッポン放送のスタジオでは上柳が「横山コノヤロー！」の顛末を説明した他、和歌山放送の桂枝曾丸も「和歌山の爆笑王ではございません。」と中継中に補足していた。
この他、爆笑問題と関わりがある訳ではないが、競合他局の広島エフエム放送（HFM）で放送されている『GOOD JOG』『大窪シゲキの9ジラジ』『廣瀬桃子の皆実町マルシェ』を横山が個人的に聴取してそれを番組内で話し、さらに上記同番組でも同局パーソナリティ陣がこのことに触れたことが契機となり、先述したピンチヒッターや『9ジラジ』への横山・河村の出演、オオクボックスの『ごぜん様さま』出演など両局の番組交流が生まれた経緯もある。
太田の発言をきっかけに本番組の出演者がゲストとして出演したり、パーソナリティが本番組にゲスト出演した番組
- 爆笑問題の日曜サンデー（TBSラジオ） - 2017年2月19日のオープニングでのリスナープレゼントの賞品紹介（本番組のスポンサーの商品である「だし道楽」を提供）に河村・中根・泉水が生出演した[50]。RCCラジオでは通常は同番組をネットしていないが、この回に限り同時間帯の番組『ショコラジ』を短縮して同時ネットを行った。また、横山は、ギャラクシー賞贈賞式の総合司会を務めた後（同年6月4日）[51][52] と、爆笑問題の単独コントライブに招待された翌日（2018年9月2日）[53] など、横山が自身の所用で上京する機会にTBSラジオに来訪しオープニングに「乱入」している。2022年11月13日には「ここは赤阪応接間」のゲストとして出演した。2018年4月15日には、翌週放送の「全日本ラジオ新番組選手権2018」の事前企画「新番組選手権 直前ナビ!」にゲスト出演した[54]。2020年7月19日と8月16日、RCC社内で新型コロナウィルスの罹患者が出たことから自社制作ワイドである『ショコラジ feat.Wink』が休止となった際の代替としてネットされた際にはやたらと細かく説明した太田に「なんでお前はそんな他局の事情に詳しんだよ」と田中に突っ込まれた。
  - 横山が「新番組選手権 直前ナビ!」に出演した際、同企画の2010年のグランプリである静岡県ローカルのSBSラジオ『満開ラジオ樹根爛漫』のパーソナリティである樹根が電話出演したことから、同番組とも話題にしあっている[55]。2018年7月14日には、同番組に横山が電話出演した[56] ほか、2020年12月19日のオンラインイベントには『全開!金曜日』パーソナリティの桂枝曾丸（後述）とともに参加した[57][58]。
  - 2018年12月16日に実施された同番組の企画「TBSラジオ珍プレー好プレー大賞2018」には、RCCラジオカーリポーター・鈴木亜沙子による本番組での生中継リポートが「珍プレー」としてノミネート。リスナー投票により大賞に選ばれ[59] 、発表直後に同番組に鈴木が電話出演した。
  - 2019年2月10日には、前日に開かれた泉水の結婚式（この放送時は前述の結婚・退社を公表する前で、当然番組内でも触れていない）[60] に出席後も東京にいた横山が『日曜サンデー』のスタジオに見学へ訪れたため、同番組のオープニングに乱入した。途中からは『安住紳一郎の日曜天国』を終えたTBSアナウンサー・安住紳一郎も乱入した[61]。
  - 2019年3月31日には、太田が前日の『ENGEIグランドスラム』（フジテレビ系）生出演中に転倒して側頭部を打ち、検査では異常がなかったものの大事を取って欠席した際、自身の所用で上京していた[62] 横山が代理で出演した[63]。
- PAO〜N（福岡県・KBCラジオ） - 2018年3月1日に横山と中根が同番組にゲスト出演し[64]、同月15日には本番組に『PAO〜N』のパーソナリティであるKBCアナウンサー・沢田幸二がゲスト出演した[65]。その後、同年11月8日には横山が小説の紹介を兼ねて同番組に電話出演する予定であったが、横山自ら希望し急遽スタジオで生出演した[66]。なお、沢田が本番組に出演した際には、オープニングで、『PAO～N』の名物となっている、芸能ゴシップに絡めて早口で当日の番組内容を紹介する「前ピン」のパロディを横山が行い、エンディングでは沢田が当日の放送を振り返る「後ピン」と称したセルフパロディを行った[66]。その後も横山は映画公開や自著の小説発売時などに度々出演している。
- ラジオBar南国の夜（沖縄県・RBCiラジオ） - 同番組が2018年4月の改編で30分から1時間番組に枠拡大をした際には、横山と河村が事前収録でメッセージを寄せた[67]。同年9月1日に同番組が200回記念の生放送を行った際には、東京で爆笑問題の単独コントライブの打ち上げに参加していた横山・泉水・河村が電話出演した。また、同年6月14日には、パーソナリティの與古田忠とRBCアナウンサー・嘉大雅が自ら希望し本番組に生出演[68]。その後に収録したRCCラジオのトーク番組『ザ☆横山雄二ショー』（同年7月7日放送）にも出演した。同番組ではその後も折に触れて本番組を話題に出している。
- ジェーン・スー 生活は踊る（TBSラジオ） - 横山が力を入れている広島県の「梅雨入り宣言」（気象庁が発表した梅雨入りを他メディアに先駆けて大々的に「宣言」する番組のイベント）について、太田が「抜け駆け」する目的でTBSラジオの複数の番組に依頼。2018年6月5日の『生活は踊る』が、オープニングで本番組より先に広島県を含む中国地方の「梅雨入り宣言」を行った[69]。それをきっかけに、同月21日の本番組にジェーン・スーが著書の紹介を兼ねて電話出演した[70]。また、2020年7月30日には、広島県を含む中国地方の「梅雨明け宣言」について同様に『生活は踊る』が本番組より先に行い、翌31日の同番組で横山が送った「敗北」を認めるメールが読まれた[71]。翌年以後も他局を巻き込んで梅雨明け宣言の「抜け駆け」に参戦している。ちなみに、『生活は踊る』については2024年4月からRCCラジオでも月 - 木曜12:00 - 14:00の時間帯で部分ネットを開始。ネット開始初週は4月1日の12時台オープニングで上記の出来事も含め当番組について言及する場面があった他、横山とスーがお互いの番組に投稿したメールを通じてやり取りする場面もあった。
- 表町LIVE! あもーれ!マッタリーノ / リンだとRiN太の土曜番長（岡山県・RSKラジオ） - 平成30年7月豪雨以降、太田が被災地のラジオ番組として両番組を話題にした際、当時両番組のパーソナリティを務めていたRSKアナウンサー・国司憲一郎について「（共演者に対する態度が）ふてぶてしい」と評し、横山に向けて「隣（の県の放送局）なんだからなんとかしろ」と発言したことから、2018年8月9日の本番組に国司が電話出演。同年9月1日には『土曜番長』に横山が電話出演した。太田は『あもーれ!-』の金曜パーソナリティであるタレントの相田翔吾についても話題にしていたが、2019年7月16日には、前日に公開された横山がプロデュースした映画『彼女は夢で踊る』の取材のため広島を訪れていた相田が本番組に「乱入」した[72]。また、2020年7月31日には、CD『毎日が日曜日』の紹介を兼ねて『あもーれ!-』に横山が電話出演した[73]。2021年1月1日の新春特番には横山が電話出演している。
- しそまるの全開!金曜日（和歌山県・wbs） - 『日曜サンデー』の恒例企画である「TBSラジオ珍プレー好プレー大賞」において、2017年の回で中国で迷子になった平井理弘（和歌山放送アナウンサー）を「ボックス」で大笑いした中川に太田が「このともちゃん、枝曾丸ってのと番組やってんだよ、ひでえ女だな!」と発言したのがきっかけで被害者の会に仲間入り。『ごぜん様さま』とは沖縄の『南国の夜』と共に番組を通して関わるようになったのがきっかけで以後も交流が続いている。2018年9月20日にパーソナリティの桂枝曾丸が台風21号による和歌山県での被害状況の報告を兼ねて電話出演した[74]。また、2020年8月3日に開催された、枝曾丸が自身の芸にちなんで提唱している「おばちゃんの日」（8月3日=「おばさん」の語呂合わせ）のイベントに横山と渕上がビデオ会議で参加。その模様の一部が同年8月7日の『全開!金曜日』で放送された[75]。なお、枝曾丸は2018年7月13日に開催された『ヨコヤマ☆ナイト』にプライベートで来場し[48]、飛び入りで出演。「第100弾」となった2019年7月12日の同ライブには正式なゲストとして出演した[76]。さらに2023年7月14日の同ライブにも参加している[77]。中川は前述の通り、中根のピンチヒッターとして2024年6月に出演した。
- ラジ(コ)フェス（関東ローカル・TBSラジオ） - 2019年3月21日に「ラジオそしてラジコのPRも兼ねて行われた」生放送の特別番組。「太田さんがラジコのヘビーユーザーになるきっかけを作った」として、横山・泉水が本番組終了後のRCCラジオのスタジオからの中継で出演。パーソナリティの爆笑問題とTBSアナウンサー（当時）・宇垣美里、コーナーゲストのジェーン・スーとクロストークを行った[78][79]。また、2020年3月20日に放送された『ラジコフェス2020～私のミュージックプレゼント』では、本番組放送中にTBSラジオと中継を結んで同時生放送。横山・河村と、爆笑問題、河村と同期でアナウンサーとして入社したTBSアナウンサー・皆川玲奈がクロストークを行った[80][81]。
- おとなりさん→おとなりさんday（文化放送） - 平日時代の金曜日のパーソナリティの山根が前述の通り太田に紹介したと言う縁や、アンガールズと横山の付き合いが長いという事もあり、2022年11月18日放送回にて全国のラジオパーソナリティーを取り上げるコーナー「教えて！全国☆ラジオスター」に横山がゲスト出演[82][注 27]。平日での放送が終了し日曜に移動した『おとなりさんday』2024年7月7日放送回にもゲスト出演した[83]。なお、2024年10月6日よりRCCラジオでのネット開始が発表されている。
  - また、番組アシスタントの文化放送アナウンサー・坂口愛美が気象予報士でもあることから中国地方の梅雨明け宣言の「抜け駆け」に参戦、報道担当で出演している『ますだおかだ岡田圭右とアンタッチャブル柴田英嗣のおかしば』放送中の2024年7月21日11時1分に梅雨明け宣言を行い、抜け駆けに成功した[84][注 28]。

## スタッフ
- 現在のスタッフ陣にはニックネーム（カッコ内がそれぞれのニックネーム）がつけられており、パーソナリティ・リスナーからもこの名で呼ばれる事がある。
下記スタッフの他に大学生のアルバイトスタッフがいる。
- プロデューサー：不明
- ディレクター：馬越弘明（「馬さま」）、森下朋之（「メガマック森下」）、角賢直、猪野竜平（全員RCCフロンティア）、黒元敬太（クロスロード）

過去のスタッフ
- プロデューサー：南美恵子（初期）、増井威司（2代目）、井上英司（5代目、「東大一直線」）、手島啓介（「百の風」、以前はディレクター、2023年1月31日をもって卒業した）
- ディレクター：村山太一（「ピスタチオ」、2024年3月29日をもって卒業した）